# Hyperolius chlorosteus
Hyperolius chlorosteus är en groddjursart som först beskrevs av George Albert Boulenger 1915.  Hyperolius chlorosteus ingår i släktet Hyperolius och familjen gräsgrodor. Inga underarter finns listade i Catalogue of Life.
Denna gräsgroda förekommer i Sierra Leone, Liberia och sydvästra Elfenbenskusten. Den lever i kulliga regioner och bergstrakter mellan 600 och 1600 meter över havet. Individerna vistas i regnskogar, andra fuktiga skogar och träskmarker. Honor lägger sina ägg på vattenväxternas blad och grodynglens utveckling sker i vattendrag.
Beståndet hotas av landskapsförändringar. Hela populationen minskar men den är fortfarande stor. IUCN kategoriserar arten globalt som livskraftig.